# Pfarrkirche Oberbozen

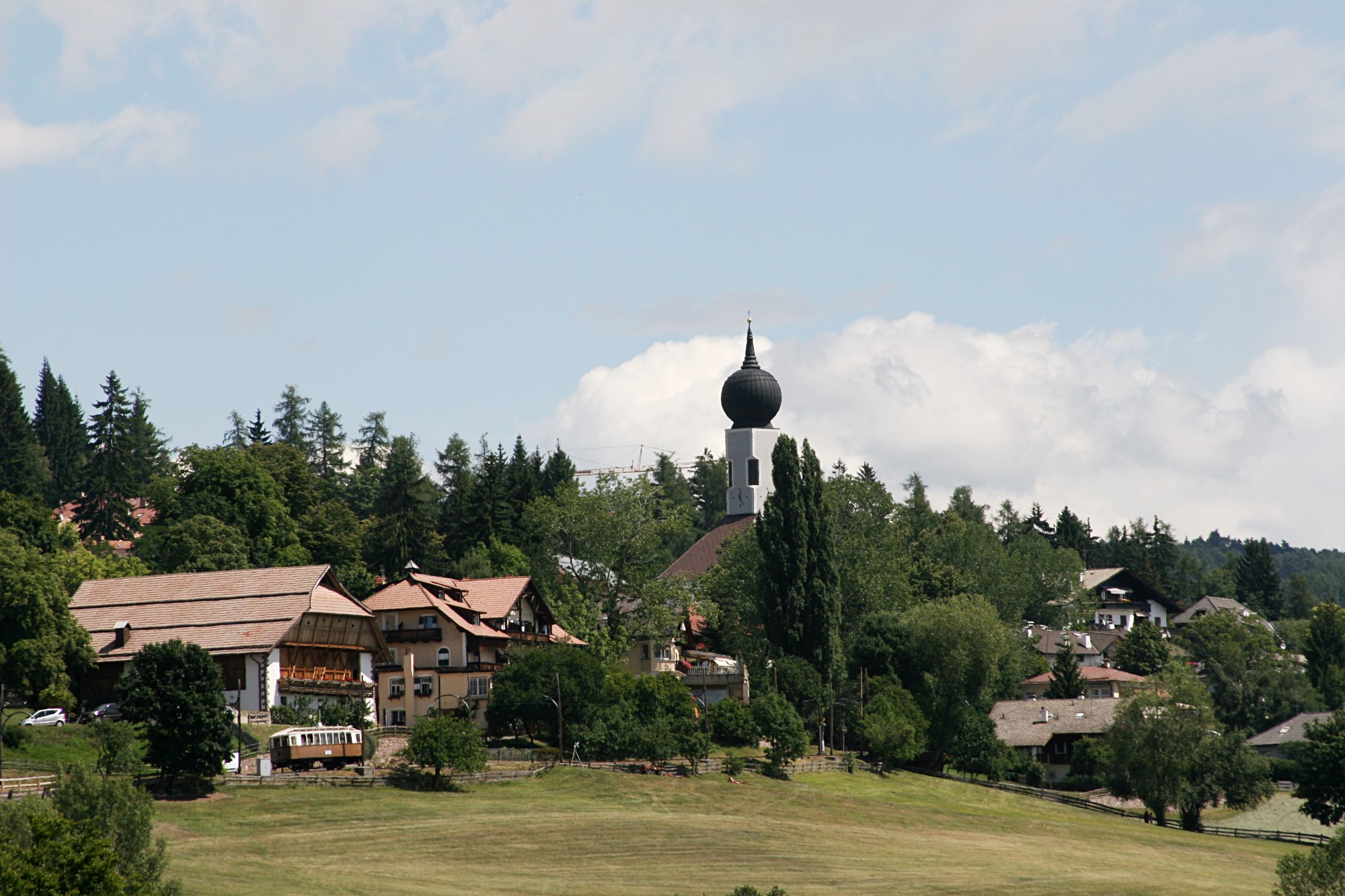
Pfarrkirche Oberbozen

Kirchturm mit Zwiebelhelm

Die römisch-katholische Pfarrkirche Oberbozen ist nach dem seligen Jesuiten Rupert Mayer benannt und steht in Oberbozen in der Gemeinde Ritten in Südtirol. Sie gehört zur Diözese Bozen-Brixen. Sie löste in ihrer Funktion die alte Pfarrkirche Maria Himmelfahrt im Ortsteil Maria Himmelfahrt ab, weshalb sie auch als neue Pfarrkirche bezeichnet wird. 

## Architektur
Die moderne Kirche wurde von 1989 bis 1991 nach Plänen des Architekten Heinz Plattner aus Bozen erbaut. Der Kirchturm hat einen markanten Zwiebelhelm. Der Innenraum und die Glasfenster sind modern gestaltet. Die Orgel stammt von der Schweizer Orgelbaufirma Orgelbau Felsberg. Das Geläute besteht aus fünf Glocken, die in der Glockengießerei Grassmayr in Innsbruck gegossen wurden.